# Brückner-Test
Der Brückner-Test (auch: Durchleuchtungstest nach Brückner) ist ein einfaches und orientierendes Untersuchungsverfahren vor allem von Schielerkrankungen. Er wird meist bei Patienten angewendet, die nicht in der Lage sind, einen Lichtpunkt längere Zeit zu fixieren, um einen Abdecktest durchzuführen (Säuglinge, Kleinkinder, Menschen mit einschränkender Behinderung). Die Untersuchung wird mit einem Ophthalmoskop durchgeführt und dient der Beurteilung des Foveolarreflexes ("rote Augen" auf Fotos). Liegt kein Schielen vor, ist die Farbe des Pupillenleuchtens seitengleich (bei Kindern im Allgemeinen mehr graurot). Liegt jedoch ein manifester Strabismus vor, so weist die Pupille des schielenden Auges einen mehr hellroten Farbton auf, bedingt durch den Reflex von extrafovealen Netz- und Aderhautbereichen. Die Asymmetrie der Lichtreflexe ist bei nicht erweiterten Pupillen leichter zu erkennen als bei Pupillen, die z. B. durch ein Mydriatikum zuvor medikamentös erweitert wurden. Prinzipiell sollte bei jedem unklaren Befund der Fundusreflexe eine ausführliche Abklärung erfolgen, um anderweitige organische Erkrankungen, wie bspw. Retinoblastom, angeborene Katarakt oder Morbus Coats abzuklären.
Wendet man den Brückner-Test in verschiedenen Entfernungen an (1–5 Meter), so lässt sich auch eine Aussage über bestehende höhergradige Anisometropien machen.
Der Brückner-Test ist eine rein qualitative Untersuchung und gibt keinen Aufschluss über das exakte Ausmaß eines Schielwinkels in Grad oder Prismendioptrien.